# Silene lagunensis
Silene lagunensis är en nejlikväxtart som beskrevs av Chr. Sm. och Heinrich Friedrich Link. Silene lagunensis ingår i släktet glimmar, och familjen nejlikväxter. Inga underarter finns listade i Catalogue of Life.